# (2284) San Juan
(2284) San Juan (1974 TG1; 1930 FT; 1951 CV; 1969 ET; 1970 QJ; 1976 GP; 1977 RT3; 1984 OC; A916 JA) ist ein Asteroid des inneren Hauptgürtels, der am 10. Oktober 1974 am Felix-Aguilar-Observatorium m Nationalpark El Leoncito in der Provinz San Juan in Argentinien (IAU-Code 808) entdeckt wurde.

## Benennung
(2284) San Juan wurde nach der National University of San Juan in San Juan im Departamento Capital in Argentinien benannt, zu der das Felix-Aguilar-Observatorium gehört, an dem der Asteroid (2284) San Juan entdeckt wurde.